# Agnieszka Kotlarska
Agnieszka Kotlarska (Breslavia, 15 agosto 1972 – Breslavia, 27 agosto 1996) è stata una modella polacca incoronata Miss International 1991.
Fu la prima rappresentante della Polonia ad ottenere il titolo di Miss International. In precedenza era stata incoronata anche Miss Polonia 1991.
Successivamente lavorò per alcuni anni a New York come modella, lavorando per Ralph Lauren e Calvin Klein. In seguito tornò in Polonia, sposandosi e stabilendosi a Breslavia.
Il 27 agosto 1996 fu accoltellata a morte da un maniaco, che ferì anche il marito della modella, Jarosław Świątek.